# Pfeiffer Georgi
Pfeiffer Georgi   (Berkeley, 27 de setembre de 2000) és una ciclista anglesa. Actualment corre a l'equip ciclista femení del Team Picnic PostNL.

## Palmarès en carretera
- 2017
  - 1a a la Gant-Wevelgem júnior
- 2018
  - 1a a la Healthy Ageing Tour júnior i vencedora d'una etapa
  - 1a a la Watersley Ladies Challenge júnior i vencedora d'una etapa
  - 1a al Trofeu Alfredo Binda-Comune di Cittiglio júnior
- 2021
  -  Campiona del Regne Unit de ciclisme en ruta
  - 1a al Gran Premi de Fourmies
- 2022
  -  Campiona del Regne Unit de ciclisme en contrarellotge
- 2023
  -  Campiona del Regne Unit de ciclisme en ruta
  - 1a a la Classic Bruges-De Panne
  - 1a a la Dwars door de Westhoek
  - 1a a la Binche-Chimay-Binche
- 2024
  -  Campiona del Regne Unit de ciclisme en ruta

### Resultats a les Grans Voltes

#### Giro d'Itàlia
- 2025: Abandona a la 4a etapa.

#### Tour de França
- 2022: 50a posició
- 2023: 61a posició
- 2024: Abandona a la 5a etapa
- 2025: 52a posició

#### Volta a Espanya
- 2025: 43a posició

## Palmarès en pista
- 2017
  -  Campiona de Gran Bretanya de ciclisme en pista americana
  -  Campiona de Gran Bretanya de ciclisme en pista americana júnior
- 2018
  -  Campiona de Gran Bretanya de ciclisme en pista per punts júnior